# Żywa łacina
Żywa łacina (łac. Latinitas viva, ang. living Latin, niem. lebendiges Latein, fr. latin vivant) – współczesny, aktywnie używany język łaciński.
Termin został wprowadzony do użytku na przełomie XIX i XX wieku, przy czym początkowo związany był z postulatem unowocześnienia metod dydaktycznych stosowanych w nauczaniu języka łacińskiego. Z biegiem czasu rozszerzono jednak jego znaczenie – zaczęto go wykorzystywać w odniesieniu do postulatów ożywienia języka łacińskiego i powtórnego wprowadzenia go do codziennej komunikacji międzynarodowej. W obu wypadkach sformułowanie żywa łacina używane było jako hasło propagandowe – oksymoron mający zwrócić uwagę na kontrast między ówczesnym stanem metodyki nauczania języka łacińskiego oraz statusem samego języka (powszechnie uważanego za martwy), a stanem, do którego miało doprowadzić wprowadzenie w życie postulowanych zmian i reform. O ile idea ożywienia łaciny zakończyła się fiaskiem, postulaty związane z reformą dydaktyki przyniosły zamierzone efekty, samo zaś sformułowanie żywa łacina weszło na dobre do użytku i dziś:
- prymarnie stanowi nazwę dla współczesnego aktywnego używania języka łacińskiego (tj. pisania w tym języku utworów literackich, artykułów naukowych, rozmawiania w tym języku, prowadzenia zajęć dydaktycznych etc), a co za tym idzie – sekundarnie – współczesnej formy języka łacińskiego, nowego rejestru tego języka, używanego w wyżej wymienionych okolicznościach – tj. języka o charakterze sztucznym i konwencjonalnym, zachowującego normy gramatyczne łaciny klasycznej, wzbogaconego jednak o zasób leksemów nazywających przedmioty i zjawiska współczesne obserwatorowi;
- stanowi nazwę dla określenia zbioru metod nauczania stosowanych w nauczaniu języka łacińskiego (tzw. metody bezpośrednie lub konwersacyjne) przeciwstawianych metodzie gramatyczno-tłumaczeniowej[4].

## Historia
Język dzieł literackich powstałych w epoce klasycznej zyskał tak wielkie uznanie, że wszyscy późniejsi autorzy łacińscy próbowali go naśladować. Przyczyniło się to do zahamowania rozwoju literackiego wariantu języka łacińskiego, a w efekcie powstania olbrzymiej dyglosji – różnicy pomiędzy wariantem literackim (łac. Latinitas docta, sermo urbanus) i potocznym (łac. sermo vulgaris, fr. latin vulgaire) tego języka.
Łacina rozprzestrzeniła się w zachodniej Europie wraz z podbojami rzymskimi zapoczątkowanymi przez Juliusza Cezara w latach 50. I wieku przed Chrystusem. Przyłączanie coraz to nowszych prowincji do imperium wywołało konieczność ustanowienia administracji rzymskiej na tych terenach – do prowincji napływała spora ilość ludności italskiej, byli to przede wszystkim rzymscy urzędnicy (ze swą rodziną i dworem) oraz żołnierze. Dla zapewnienia ładu i ochrony granic zakładano obozy wojskowe, wokół których powstawały osady przyciągające coraz większe rzesze ludności italskiej (jak rzemieślników, kupców, magnatów). To od nich miejscowa ludność (z konieczności) przyjęła język łaciński. Ciągła migracja ludności (urzędników i wojska), a także wymiana korespondencji i dóbr intelektualnych ze stolicą zapewniała jednolitość normy językowej (przynajmniej dla języka pisanego) na całym obszarze imperium. Podstawą tej normy był zawsze rzymski sermo urbanus.
Po upadku imperium rzymskiego ustała migracja urzędników i wojska, zanikło więc spoiwo zapewniające jednolitość języka, w efekcie rozwój języka łacińskiego przybrał dwie formy: język potoczny (fr. latin vulgaire) dał początek językom romańskim, natomiast język literacki – w swej klasycznej, zamrożonej formie – stał się lingua franca czyli międzynarodowym językiem dyplomacji, Kościoła i nauki. To właśnie ten wariant języka starożytnych Rzymian nazywany jest dziś obiegowo językiem łacińskim.
Po raz drugi łacina – tym razem już jako lingua franca – rozpowszechniła się w Europie w epoce Karola Wielkiego, który stworzył największe wówczas państwo zachodniej Europy. Administracja tak rozległym obszarem, zamieszkałym przez ludność zróżnicowaną etnicznie i językowo, wymagała pewnych reform i wprowadzenia jakiegoś wspólnego języka urzędowego. Karol Wielki ustanowił regularny system szkolnictwa, nałożył obowiązek kształcenia duchowieństwa (zobowiązani byli także do wygłaszania kazań po łacinie) oraz przyczynił się do zorganizowania misji chrystianizacyjnych. Reformy miały doprowadzić do wykształcenia się elit, które miałyby w przyszłości prowadzić kancelarię i administrować państwem. Szkoły organizowano przy biskupstwach i klasztorach, wykładano w nich po łacinie, którą Karol Wielki ustanowił językiem swojej kancelarii. Za wzór języka uznawano dzieła Cycerona, Liwiusza i innych autorów klasycznych, których styl przeciwstawiano potocznie używanym językom romańskim, nazywanym już wtedy rustica lingua Romana (tj. prostacki język rzymski, rzymski język niewykształconego pospólstwa). W tej epoce wykształcił się szkolny kanon autorów, powstała poezja rymowana, a dbałość o zgodność używanego języka ze starożytną normą sermo urbanus ostatecznie doprowadziła do zdefiniowania łaciny jako języka perfekcyjnie doskonałego i systemowo martwego - w odróżnieniu od normalnie rozwijających się języków romańskich, które uważano za zepsutą łacinę. Karoliński system szkolnictwa i organizowania państwowości powszechnie przyjęto za wzorzec w Europie, dzięki czemu łacina prędko stała się językiem ponadnarodowym średniowiecznego świata.
W dobie renesansu i reformacji łacina stopniowo traciła na znaczeniu, by później wskutek rozwoju idei oświeceniowych, upowszechnienia i sekularyzacji szkolnictwa w XVIII wieku ostatecznie ustąpić miejsca językom nowożytnym. W państwach świeckich łacina jako język urzędowy utrzymała się najdłużej w RP (do 1795 roku) oraz na Węgrzech, gdzie do czasów rewolucji węgierskiej (tj. do roku 1848) była językiem obrad senatu. Język łaciński stanowił także ważny element ruchów niepodległościowych w XIX-wiecznej Chorwacji, gdzie uznawany był za neutralne wyjście wobec braku możliwości używania języka chorwackiego w sytuacjach oficjalnych i narzucania języka węgierskiego przez ówczesne władze.
W literaturze zachodniej podkreśla się również rolę rewolucji francuskiej i wojen napoleońskich w przyspieszeniu procesu odchodzenia od łaciny na zachodnich uniwersytetach europejskich. 
Odejście od używania łaciny w mowie poskutkowało przewartościowaniem celów i metod nauczania tego języka. W dydaktyce zaprzestano kłaść nacisk na zdobycie przez uczniów umiejętności wyrażania swych myśli i rozmawiania w języku łacińskim. Głównym celem nauczania łaciny zaczęło być przekazanie uczniom biernej znajomości języka, pozwalające na lekturę dawno już powstałych dzieł literackich. Równocześnie łacina przestała być językiem wykładowym, a stała się jednym z przedmiotów nauki. 
Taki stan rzeczy doprowadził do powstania metody gramatyczno-tłumaczeniowej, która do dziś wykorzystywana jest w wielu krajach, również w Polsce. Jednym z głównych założeń tej metody ma być rozwijanie u uczniów umiejętności analitycznych oraz doprowadzenie do zauważania przez nich analogii i różnic między systemem gramatycznym języka łacińskiego a systemem własnego języka ojczystego. Proces nauczania ma więc wpoić uczniowi wzorcową formę języka łacińskiego i podnieść jego sprawność w posługiwaniu się językiem ojczystym.

### Umiędzynarodowienie łaciny
Po kongresie wiedeńskim pojawiały się postulaty przywrócenia łacinie dawnego statusu języka międzynarodowego – jednym z takich postulatów był apel Miguela Marii del Olmo, który w 1815 roku opublikował broszurę Otia Villaudricensia adresowaną do rządów mocarstw biorących udział w kongresie. Orędownicy łaciny żywili wtedy nadzieję, że ze swymi postulatami wpiszą się w idee przyświecające kongresowi i że na fali przywracania status quo sprzed wojen napoleońskich również łacinie uda się przywrócić utracony status. Postulaty te nie przyniosły jednak zamierzonego rezultatu.
Na przełomie XIX i XX wieku zaobserwować można pewną modę na badania językoznawcze i podejmowanie prób opracowania sztucznego języka międzynarodowego, którego opanowanie nie sprawiałoby trudności żadnemu z użytkowników któregokolwiek z języków europejskich. To wtedy powstało wiele języków sztucznych jak esperanto, ido, occidental, novial, latina sine flexione.
Równocześnie w XIX wieku pojawił się żydowski ruch niepodległościowy (nazwany później syjonizmem), którego głównym celem było pokojowe rozwiązanie kwestii żydowskiej – a właściwie stworzenie państwa żydowskiego, do którego mogłaby wyemigrować z Europy ludność żydowska. Jednakże Izraelitom rozproszonym w diasporze brakowało wspólnego języka, którym mogliby się ze sobą komunikować, a który po ewentualnym powstaniu takiego państwa mógłby stać się jego językiem urzędowym. Język powinien był zjednoczyć Żydów posługujących się wówczas na co dzień kilkoma różnymi językami żydowskimi (w zależności od miejsca zamieszkania) jak jidysz, ladino czy jewanik. Problem ten postanowił rozwiązać Eliezer ben Jehuda, który w latach 1877-1878 rozpoczął pracę nad unowocześnieniem i powtórnym ożywieniem języka hebrajskiego, który od starożytności nie służył już nikomu w celach komunikacyjnych, stanowił jedynie święty język liturgiczny oraz język niektórych pism rabinicznych. Ben Jehuda efekty swej pracy zaczął wydawać w specjalnie założonych w tym celu czasopismach – Ha-zvi (od 1888 r.) oraz Ha-shkafah (od 1897 r.). Jego praca szybko zyskała uznanie, a rok narodzin jego syna Itamara (1882) – uchodzącego za pierwszego rodzimego użytkownika współczesnej hebrajszczyzny – przez niektórych uważany jest za symboliczną datę odrodzenia się języka hebrajskiego.

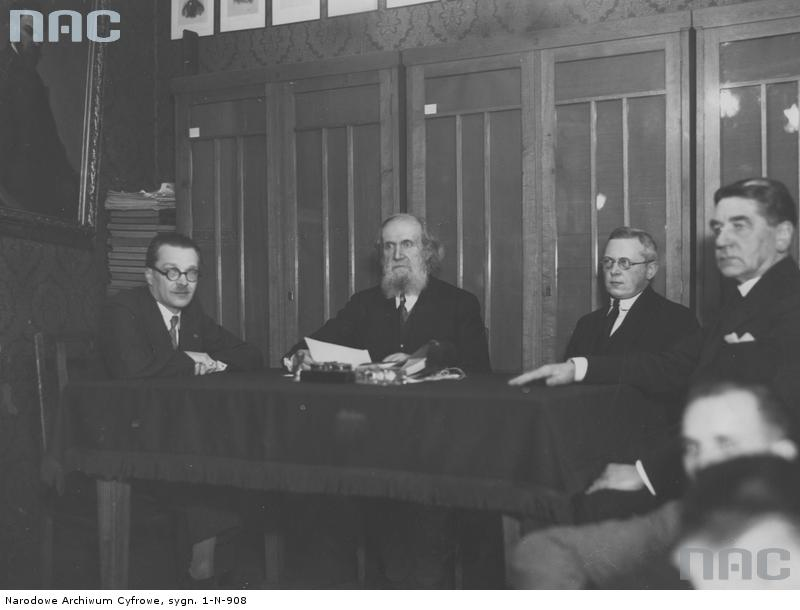
Komitet założycielski Towarzystwa Umiędzynarodowienia Łaciny

Sukcesy odnoszone przez Elizera ben Jehudę stały się inspiracją dla wielu zwolenników języka łacińskiego i zachętą do podejmowania podobnych działań. Znów pojawiły się postulaty ożywienia języka łacińskiego, lub też przynajmniej powrotu do jego używania w kontaktach międzynarodowych. Na wzór czasopism hebrajskich zaczęto wydawać periodyki łacińskie dostępne wyłącznie w sprzedaży wysyłkowej w ramach prenumeraty. Do pierwszych z nich zaliczyć można Alaudae Karla Heinricha Ulrichsa wychodzące  od 1889 roku we Włoszech oraz Phoenix seu nuntius Latinus internationalis, który wydawany był w Londynie od 1890 roku. Na łamach tych czasopism ukazywały się różne artykuły o życiu codziennym, ważniejszych wydarzeniach ze świata, a także modne wówczas powieści publikowane w odcinkach – w tym łaciński przekład Quo vadis Henryka Sienkiewicza.
Na przełomie XIX i XX wieku powstawało wiele stowarzyszeń i fundacji wspierających ideę umiędzynarodowienia łaciny – do takich stowarzyszeń zaliczyć można polskie Towarzystwo Umiędzynarodowienia Łaciny założone w Warszawie dnia 13 marca 1933 roku. Głównym założycielem i pierwszym przewodniczącym towarzystwa był prof. Tadeusz Zieliński.
Po II wojnie światowej Europa ponownie zaczęła się jednoczyć. W 1952 roku zawiązano Europejską Wspólnotę Węgla i Stali, a następnie w roku 1957 Wspólnotę Europejską, które z czasem przerodziły się w Unię Europejską. Wraz z integracją powstały spory o to, który z języków ma stać się oficjalnym językiem Wspólnoty. Z jednej strony nie chciano faworyzować żadnego z języków państw członkowskich, z drugiej niechęć budziły języki sztuczne. Jednak oczywistym było, że równoległe używanie kilku języków (jak niemiecki, francuski i angielski) opóźnia działanie struktur wspólnotowych i generuje niepotrzebną biurokrację (tj. konieczność dokonywania szybkiego przekładu obszernych dokumentów, postanowień, sprawozdań etc). 
W tej sytuacji Jean Capelle, rektor Uniwersytetu w Nancy, opublikował w 1952 roku artykuł Le Latin ou Babel, w którym zaproponował ponowne wprowadzenie języka łacińskiego do dyplomacji. Następnie w 1956 roku zorganizował w Awinionie Congrès international pour le Latin vivant, którego uczestnicy mieli obradować nad opracowaniem wspólnej strategii, dzięki której łacina znów mogłaby stać się językiem komunikacji międzynarodowej. W kongresie wzięło udział ponad 250 przedstawicieli wszystkich państw Europy – również Polski. Kongres nie przyniósł zamierzonych efektów, zapoczątkował jednak tzw. ruch żywej łaciny i na stałe wprowadził do dyskursu sformułowanie żywa łacina.

### Reforma metod dydaktycznych
Równolegle z rozwojem idei przywrócenia łacinie statusu języka międzynarodowego, coraz silniej dostrzegać zaczęto wady metody gramatyczno-tłumaczeniowej stosowanej w nauczaniu języka łacińskiego od końca XVIII wieku. Dodatkowo w XIX wieku zdążyły rozwinąć się różne metody nauczania języków obcych (np. metoda korespondencyjna Toussaint-Langenscheidta). Wielu nauczycieli postulować zaczęło reformę nauczania języka łacińskiego mającą na celu dostosowanie metod używanych w dydaktyce tego języka do standardów zaczynających obowiązywać w nauczaniu współczesnych języków obcych (w tym dopiero co ożywionego języka hebrajskiego). Na tej fali w 1911 roku w Anglii powstało Association for the Reform of Latin Teaching (dziś Association for Latin Teaching). Stowarzyszenie miało na celu promocję metody bezpośredniej opracowanej dla nauczania języka łacińskiego przez profesora sanskrytu z Uniwersytetu w Cambridge dr. W.H.D. Rouse'a. Stowarzyszenie od 1913 roku organizuje letnie kursy łaciny (Summer schools of Latin). Głównym celem kursów było początkowo szkolenie kadry nauczycielskiej, która potrafiłaby efektywnie stosować innowacyjną metodę. Z czasem letnie szkoły łaciny stały się po prostu okazją do spotkania nauczycieli języka łacińskiego i dyskutowania w tymże języku. W kilku edycjach takich szkół wziął udział polski nauczyciel Juliusz Krzyżanowski, który bezskutecznie próbował przeszczepić nową metodę na grunt polski. Na łamach Kwartalnika i Przeglądu Klasycznego publikował on w latach 30. XX wieku wiele artykułów, którymi starał się przekonać polskie środowisko nauczycieli łaciny do nowatorskich metod dr. Rouse'a.
W Polsce w latach 30. XX wieku ożywioną dyskusję na temat metod dydaktycznych i żywej łaciny wywołała reforma jędrzejewiczowska, wskutek której znacząco zmniejszyła się liczba godzin przeznaczonych na naukę języka łacińskiego w szkołach średnich (tj. utworzonych w myśl reformy 4-letnich gimnazjach i 2-letnich liceach).
Po II wojnie światowej opracowane zostały jeszcze dwie metody dydaktyczne, w stosunku do których używa się terminu żywa łacina: metoda Ørberga oraz Metoda Assimil – właściwie jest to dostosowanie tej metody do realiów nauczania języka łacińskiego dokonane przez Clemonta Dessesarda. W 1966 roku wydał on podręcznik Le Latin sans peine (łac. Lingua Latina sine molestia) – był to pierwszy w historii podręcznik języka łacińskiego zaopatrzony w kasety magnetofonowe, dzięki którym uczeń miał nabywać i kształcić umiejętność rozumienia ze słuchu wypowiedzi w języku łacińskim.

## Łacina w eterze
Najbardziej znaną rozgłośnią radiową nadającą wiadomości w języku łacińskim jest fińskie radio YLE 1, w którym od września 1989 roku z inicjatywy Tuomo Pekkanena oraz Reijo Pitäkeranty raz w tygodniu nadawany jest łaciński skrót wiadomości ze świata. Nie jest to jednak jedyne przedsięwzięcie tego typu. Łacina pierwszy raz zagościła w eterze w 1931 roku, kiedy to 12 lutego papież Pius XI zainaugurował działalność Radia Watykańskiego swoją łacińską przemową i błogosławieństwem. Do II wojny światowej część audycji tejże rozgłośni nadawana była w języku łacińskim. W dwudziestoleciu międzywojennym po łacinie nadawały również rozgłośnie radiowe w Kairze i w Budapeszcie  – były to przeważnie 15-minutowe streszczenia najważniejszych wiadomości ze świata emitowane raz w tygodniu. Od listopada 2001 roku podobną działalność prowadzi Radio Bremen.  
Łacina pojawia się także w telewizji – najbardziej rozpoznawalna jest transmisja modlitwy Anioł Pański (odmawianej przez papieża w każdą niedzielę) oraz ogłoszenie wyboru nowego papieża (Annuntio vobis gaudium magnum: habemus papam...). Być może najdłuższą łacińską transmisją telewizyjną ostatnich czasów był pogrzeb papieża Jana Pawła II (8 kwietnia 2005 roku). 
Obok tych standardowych wydarzeń odbywających się zwyczajowo po łacinie, a jedynie transmitowanych przez telewizję, znaleźć można programy specjalnie utworzone w tym języku: 23 sierpnia 2008 roku niemiecka stacja telewizyjna 3sat wyemitowała 38-minutowy program kulturalny Latein Kulturzeit Extra - O tempora!, przygotowany w całości w języku Rzymian. W programie poruszono wiele kwestii związanych z współczesnym używaniem języka łacińskiego.

## Wybrane czasopisma łacińskie

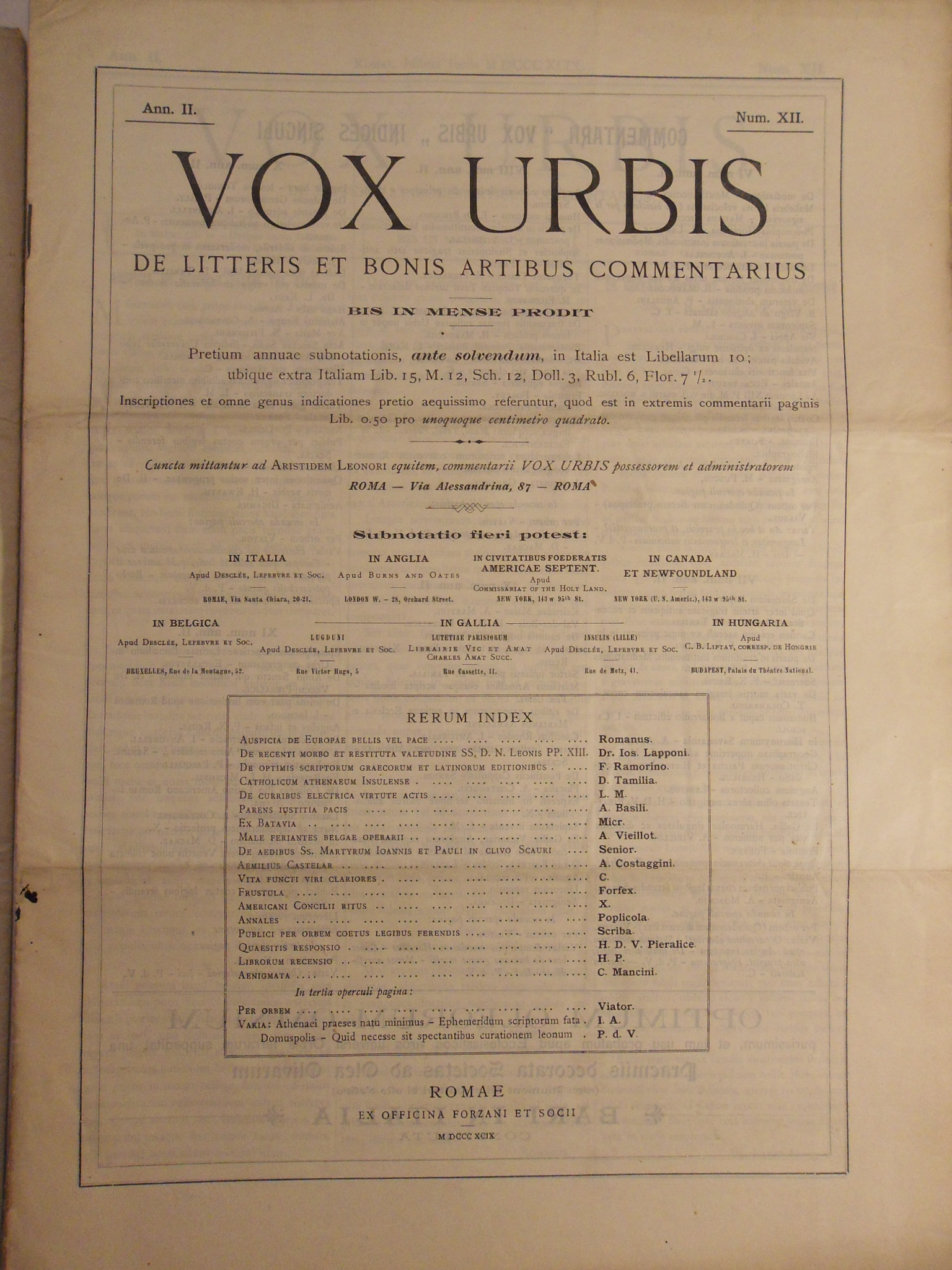
Strona tytułowa łacińskiego czasopisma Vox Urbis (1899, rok II nr 12)

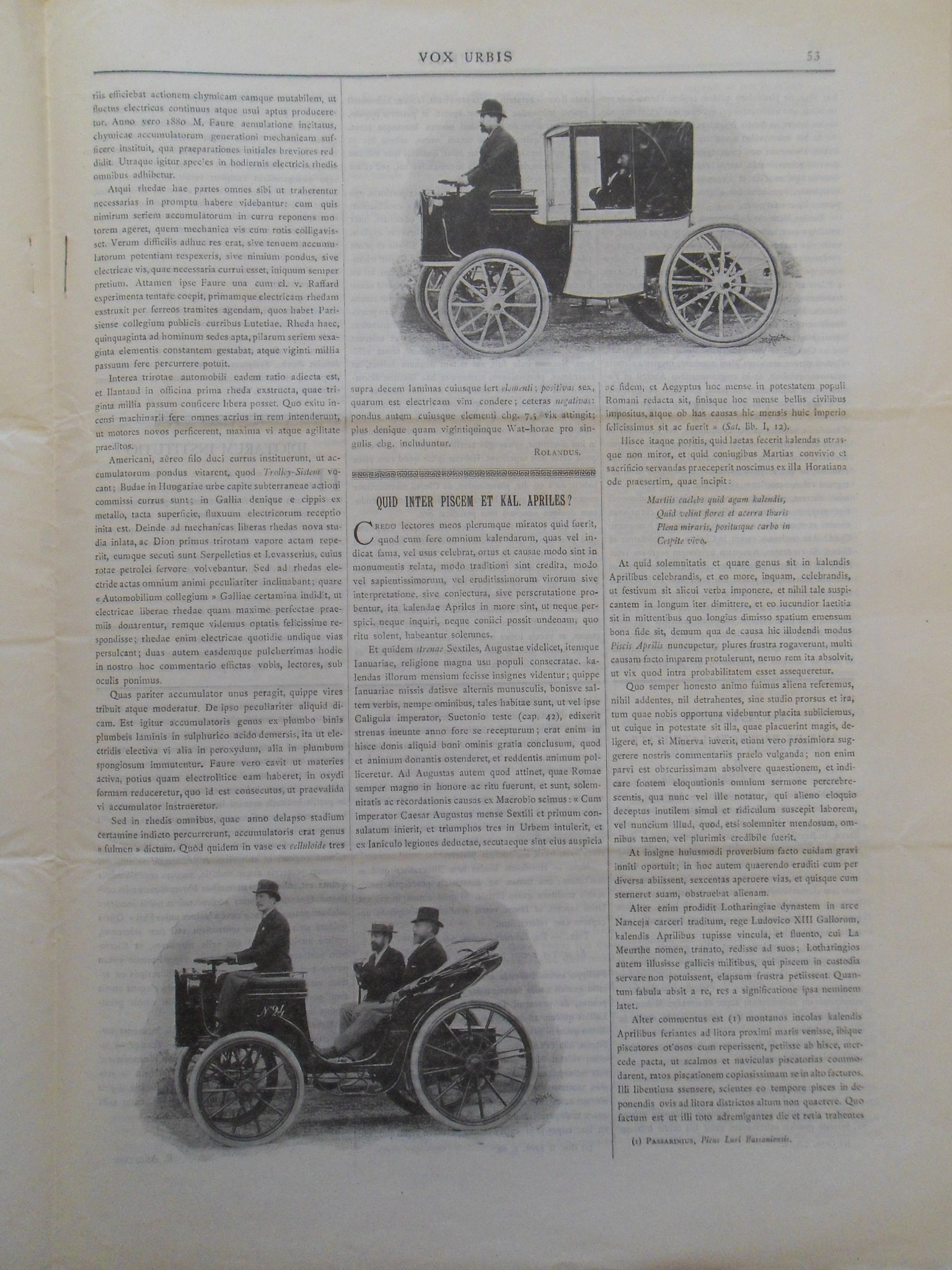
Fragment artykułu o automobilu elektrycznym czasopisma Vox Urbis (1900, rok III nr 7)

Niektóre z czasopism wydawanych w języku łacińskim:
- Adulescens (wydawany do dziś)
- Alaudae (wydawca: Karl Heinrich Ulrichs, wydawano w L’Aquili, w latach 1889-1895, kontynuacja: Vox Urbis)
- Alma Roma (w Rzymie, 1914-1942)
- Auxilium Romanum (w Brooklynie, USA)
- Candidatus Latinus (w Barcelonie od 1928 roku)
- Civis Romanus (we Frankfurcie, 1902-1917)
- Commentarii Academiae Latinitati Fovendae
- Ephemeris (dziennik internetowy założony przez Stanisława Tekieli w 2004 roku)[15]
- Ephemeris Latina (w Kairze, 1936-1938)
- Iuvenis
- Iuventus Hungarica (w Budapeszcie, 1910-1944)
- Latina Lingua (w Pauli, od 1960)
- Latinitas (Watykan, 1969-2013)
- Melissa (wydawca: Gaio Licoppe, w Brukseli, od 1984)
- Palaestra (wydawca: Ryszard Gansiniec, we Lwowie, 1930–1939)
- Palaestra Latina (w Barcelonie, 1928-1975)
- Phoenix seu Nuntius Latinus (wydawca: M. George Henderson, 1890-?)
- Retiarius (czasopismo internetowe publikowane przez Terence’a Tunberga)[16]
- Societas Latina (w Monachium, 1932-1955)
- Vox Latina (wydawcy: Celeste Eichenseer i Sigrid Albert, w Saarbrücken, od 1965)
- Vox Urbis (wydawca: Aristide Leonori, w Rzymie, 1898-1913)